# 12493 Minkowski
12493 Minkowski (1997 PM1) là một tiểu hành tinh vành đai chính được phát hiện ngày 4 tháng 8 năm 1997 bởi P. G. Comba ở Prescott.